# Coeligena phalerata
Coeligena phalerata là một loài chim trong họ Trochilidae.